# NGC 6890
NGC 6890 is een balkspiraalstelsel in het sterrenbeeld Boogschutter. Het hemelobject werd op 1 juli 1834 ontdekt door de Britse astronoom John Herschel.

## Synoniemen
- ESO 284-54
- MCG -7-41-23
- IRAS 20148-4457
- PGC 64446